# Cyclodictyon shillicatense
Cyclodictyon shillicatense là một loài rêu trong họ Pilotrichaceae. Loài này được (Spruce ex Mitt.) Kuntze mô tả khoa học đầu tiên năm 1891.